# Beisa-Oryx
Die Beisa-Oryx (Oryx beisa), häufig auch Ostafrikanischer Spießbock oder Ostafrikanische Oryx, gelegentlich Beisa-Antilope oder Eritrea-Oryx genannt, ist eine Antilopenart aus der Gattung der Oryxantilopen. Sie kommt im nordöstlichen Afrika vor und wurde manchmal nur als Unterart des Spießbocks geführt.

## Merkmale

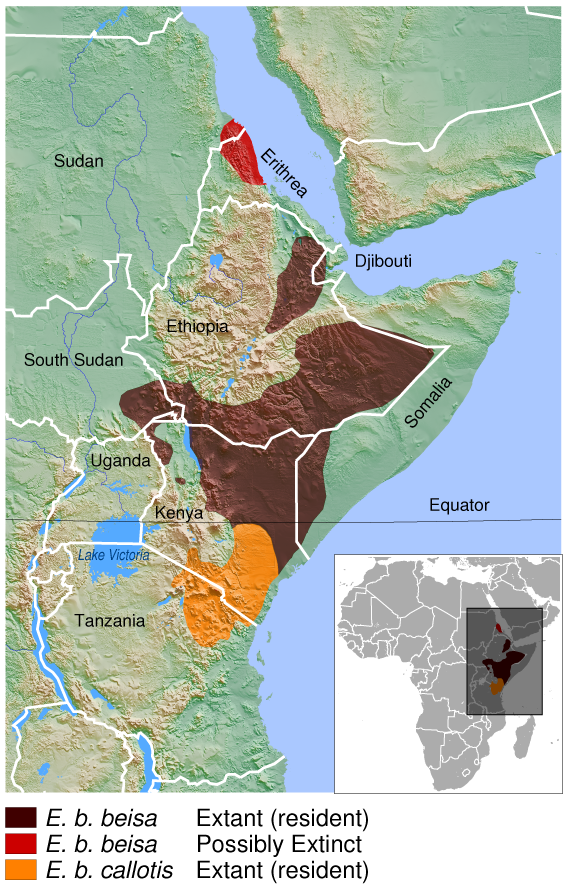
Das Verbreitungsgebiet der Beisa-Oryx

Die Beisa-Oryx erreicht eine Kopf-Rumpf-Länge von 160 bis 190 Zentimetern und eine Schwanzlänge von 70 bis 80 Zentimetern. Ihre Schulterhöhe beträgt 110 bis 120 Zentimeter und ihr Gewicht 150 bis 200 Kilogramm. Das Fell ist am Rücken graubraun und am Bauch weiß gefärbt, entlang des Rückens verläuft ein 24 bis 71 mm breiter, schwarzer Streifen. Auch auf den Knien der Vorderbeine sind schwarze Zeichnungen, ebenso im Gesicht: Hier erstreckt sich ein schwarzer Streifen von der Hornbasis über das Auge bis zur Wange, daneben sind ein glockenförmiger Nasenfleck und ein kleinerer Stirnfleck vorhanden. Die Ohren sind lang und schmal, im Gegensatz zur Büschelohr-Oryx (Oryx callotis) sind keine Haarbüschel an den Ohrenspitzen ausgebildet. Die Hörner sind im Vergleich zum Schädel sehr lang und dünn und leicht nach hinten gebogen. Sie sind bei beiden Geschlechtern vorhanden, ihre Länge beträgt 75 bis 90 Zentimeter, an der Basis haben sie einen Durchmesser von etwa 11 cm. An den Hörnern sind 15 bis 25 horizontale Ringe ausgebildet. Individuen aus dem Awash-Tal haben häufig ein deutlicher ockerfarbenes Gesicht und fahlere Beine.

## Verbreitung und Lebensraum
Diese Antilopen sind im nordöstlichen Afrika beheimatet, ihr Verbreitungsgebiet erstreckt sich von Eritrea und Dschibuti über Äthiopien bis nach Somalia. Lebensraum dieser Tiere sind trockene Steppen, Halbwüsten und Savannen.

## Lebensweise und Ernährung

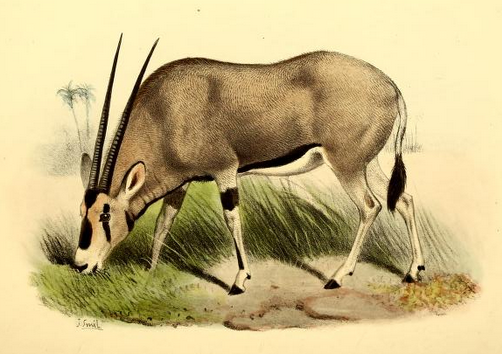
Gewöhnliche Beisa (Zeichnerische Darstellung der Beisa-Oryx aus dem Jahr 1894)

Diese Antilopen leben in gemischten Herden aus sechs bis 40 Tieren, alte Männchen sind normalerweise Einzelgänger. Innerhalb der Herde gibt es eine ausgeprägte Rangordnung, ein Weibchen führt die Gruppe und das dominante Männchen bewacht das Ende. Im Bedrohungsfall versuchen sie üblicherweise zu fliehen, sind sie aber bedrängt, können sie sich mit den Hörnern zur Wehr setzen und dabei Angreifern schwere Verletzungen zufügen.
Sie zeigen einige Anpassungen an ihren heißen Lebensraum. So kann ihre Körpertemperatur auf über 46 °C steigen, ohne dass sie Schaden nehmen. Das vermindert das Schwitzen und somit den Wasserverlust.
Ihre Nahrung besteht aus Gräsern, Blättern und anderen pflanzlichen Materialien. Ist kein Trinkwasser vorhanden, können sie den Flüssigkeitsbedarf auch aus Früchten und feuchten Knollen stillen.

## Fortpflanzung
Es gibt keine feste Paarungszeit, allerdings bringen die Weibchen einer Herde ihre Neugeborenen oft zeitgleich zur Welt. Die Tragzeit beträgt 8,5 bis 10 Monate, die Wurfgröße üblicherweise eins. Nach 3,5 Monaten wird das Jungtier entwöhnt, die Geschlechtsreife tritt bei Weibchen mit 1,5 bis 2 Jahren und bei Männchen mit fünf Jahren ein. Diese Antilopen können bis zu 18 Jahre alt werden.

## Bedrohung
Die Beisa-Oryx wird von der IUCN als stark gefährdet (endangered) gelistet. Die Bestände sind seit Mitte der 1990er Jahre bis zum Jahr 2018 von geschätzt 26.000 Exemplaren auf nur noch 12.000 Tiere gefallen. Ursächlich sind der Jagddruck und die zunehmende Beschneidung ihres Lebensraums.

## Systematik
Die ostafrikanischen Oryxantilopen sind eng mit dem im südlichen Afrika lebenden Spießbock verwandt und wurden früher teilweise als dessen Unterarten klassifiziert, sie gelten heute aber als eigenständig. In der Regel wurden die Populationen Ostafrikas unter der Art Oryx beisa zusammengefasst und in mehrere Unterarten unterschieden. Durch eine Revision der Hornträger im Jahr 2011 wurden diese auf Artebene gehoben.